# Co jest grane!?
Co jest Grane!? – trzeci studyjny album zespołu Hetman pierwotnie wydany na kasecie magnetofonowej. Reedycja albumu na CD (z pominięciem utworu "No Women No Cry") wydana przez firmę Accord Song ukazała się w 2001 roku pod zmienionym tytułem "Czarny chleb i czarna kawa". Płyta zawiera rockowe przeróbki znanych, nie tylko biesiadnych utworów.

## Utwory
Strona A:
1. „Bal na Gnojnej” - 3:17
2. „Hej, sokoły” - 2:30
3. „Po Nasemu” - 3:18
4. „Wisiały, Wisiały...” - 0:19
5. „Góralu, czy ci nie żal?” - 4:23
6. „Kaśka chłopców z Mokrej” - 2:32
7. „Pije Kuba do Jakuba” - 1:59
8. „Czarny chleb i czarna kawa” - 3:54

Strona B
1. „Trzy opowieści” - 5:14
2. „Oczi Czarnyje” - 4:31
3. „Pantera i inni” - 4:54
4. „Grosza nie mam” - 4:45
5. „No Woman, No Cry” - 4:12

## Skład
- Jarosław "Hetman" Hertmanowski – gitara prowadząca, gitara basowa, gitara akustyczna, wokal wspierający
- Marek "Matka" Makowski – instrumenty klawiszowe
- Paweł "Kiljan" Kiljański – śpiew
- Jurek "Hana" Hanausek – gitara
- Marcin "Markiz" Sitarski – perkusja
- Olek "Egon" Żyłowski – gitara basowa

gościnnie
- Kasia Kowalska – śpiew w utworze 13
- Wojciech "Jajco" Bruślik – śpiew w utworze 6
- Krzysztof "Uriah" Ostasiuk – śpiew w utworach 2,4
- Julia Hertmanowska – śpiew 3
- Mirek "Ayatollah" Jędras – śpiew w utworze 4
- Marek Łukaszewski – skrzypce w utworze 11
- Grzesio Sitarski – akordeon w utworze 1
- Michał Ostaszewski – trąbka w utworze 13
- Paweł Kulicki – gitara w utworze 11
- Marek Woźnica – instrumenty klawiszowe w utworze 13